# جوناس غلادينكوف
جوناس غلادينكوف منتج موسيقي وكاتب أغاني سويدي.
بدأ كتابة الأغاني في عمرٍ مبكرة . كتب عدة أغاني لمغنيين كثيرين في أوروبا، لكن هو معروف لكتابته مقدمات لمسابقة الأغنية الأوروبية (اوروفيزين) ، درس كتابة الأغاني في أكاديمية موسيكماركنا للإنتاج الموسيقي وتخرج عام 2006 . في 2009 شارك في كتابة الأغنية التي مثلت جمهورية أيرلندا.